# WiLL VS
Der WiLL VS (japanisch: トヨタ・ウィル ブイエス) löste den erfolglosen WiLL Vi im April 2001 ab. Im Gegensatz zu seinem Vorgänger wurde das neue Modell rasch zu einem Verkaufserfolg. Verkauft wurde das Modell in Japan und inoffiziell auch in den USA. Die Weltpremiere hatte der WiLL VS im Januar 2001 auf der Los Angeles Auto Show. 

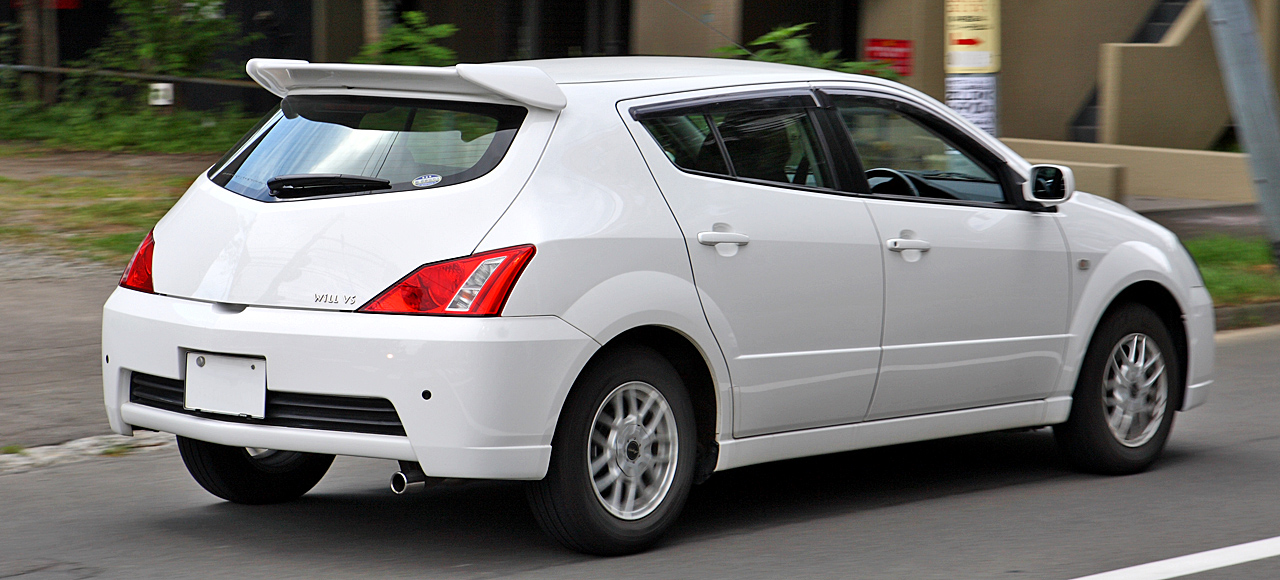
WiLL VS 1.8vVT-i 2WD

Aufgrund der unübersichtlichen Konstruktion hat Toyota den WiLL VS mit einem sogenannten Radar-Meter-Panel ausgestattet, das mit der Technik des heutigen Wenderadar und der Vier-Stufen-Leuchte aus dem chinesischen Toyota Corolla EX gleicht. 
Folgende Motorisierungen standen bis zum Januar 2002 zur Auswahl:
- 1NZ-FE mit einem Hubraum von 1496 cm³ und einer Leistung von 105 PS (Super ECT mit 4 Stufen)
- 1NZ-FE mit einem Hubraum von 1496 cm³ und einer Leistung von 110 PS (Super ECT mit 4 Stufen)
- 1ZZ-FE mit einem Hubraum von 1794 cm³ und einer Leistung von 125 PS (Super ECT mit 4 Stufen)
- 1ZZ-FE mit einem Hubraum von 1794 cm³ und einer Leistung von 136 PS (Super ECT mit 4 Stufen)
- 2ZZ-GE mit einem Hubraum von 1795 cm³ und einer Leistung von 190 PS (manuelles 6-Gang-Getriebe)

Im Januar 2002 änderte Toyota die Farbauswahl für den WiLL VS. Eine Neuerung in der Motorenauswahl war der 1NZ-FE mit einem Hubraum von 1496 cm³ und einer Leistung von 110 PS. 
Modellübersicht Sondereditionen:
- WiLL VS Red Special: Januar 2002–April 2002; 100 Einheiten im Internetverkauf
- WiLL VS White Special: April 2002–Juli 2002; 100 Einheiten im Internetverkauf
- WiLL VS White Pearl Limited: Juli 2002–Oktober 2002; 100 Einheiten im Internetverkauf

Im Dezember 2002 wurden in Japan neue Emissionsvorschriften eingeführt. Um diese einzuhalten, reduzierte Toyota die Emissionen in der WiLL-VS-Baureihe um 75 %. Unverändert blieb der WiLL VS dann bis zum April 2004 in Produktion.